# Pierre Loeb
Pierre Loeb (París, 24 de setembre de 1897- 4 de maig de 1964 fou un galerista francès. Fou el fundador de la Galerie Pierre.
Els bessons Pierre i Edward Loeb van néixer a París el 1897. Després de la Primera Guerra Mundial, Pierre Loeb veia sovint al Dr Tzanck, un col·leccionista d'art i amic de Pascin, Derain, Othon Friesz. Pierre va inaugurar la seva pròpia galeria, la Galerie Pierre, el 10 d'octubre de 1924 al número 13 de la rue Bonaparte, amb la col·laboració d'Henriette Gomès, model de Pascin, abans d'obrir la seva pròpia galeria a 1938. Pierre Loeb es converteix en amic de Picasso. Va exposar l'obra de Miró a París el juny de 1925 i li va dedicar una exposició el 14 de novembre del mateix any a la pintura surrealista (amb obres de Paul Klee, Man Ray, Joan Miró, Max Ernst, Pablo Picasso, André Masson, Giorgio de Chirico, Pierre Roy, Georges Malkine…)
El 1926, la galerie es trasllada al número 2 de la rue des Beaux-Arts. En aquella època exposa obres de Georges Braque, Raoul Dufy, Marc Chagall, Jean Arp. Loeb es casa el 1928 amb Silvia Luzzatto. Van tenir 2 fills: Florence Loeb i qui també seria galerista Albert Loeb. Es va fer amic d'Antonin Artaud, qui va realitzar diversos retrats de Pierre Loeb i de la seva filla Florence. Entre 1933 i 1939 va representar artistes com Balthus, Victor Brauner, Picasso, Wasily Kandinsky, Wolfgang Paalen, etc.
Durant la Segona Guerra Mundial Loeb va marxar a Cuba amb la seva família. Un cop finalitzada, va reobrir el seu negoci aquesta vegada a la rue de Seine, amb obres d'Alberto Giacometti, Antonin Artaud, Dora Maar, Vieira da Silva, Zao Wou-Ki, Jean-Paul Riopelle, Georges Mathieu, André Lanskoy, Sergio de Castro, Constantin Macris…

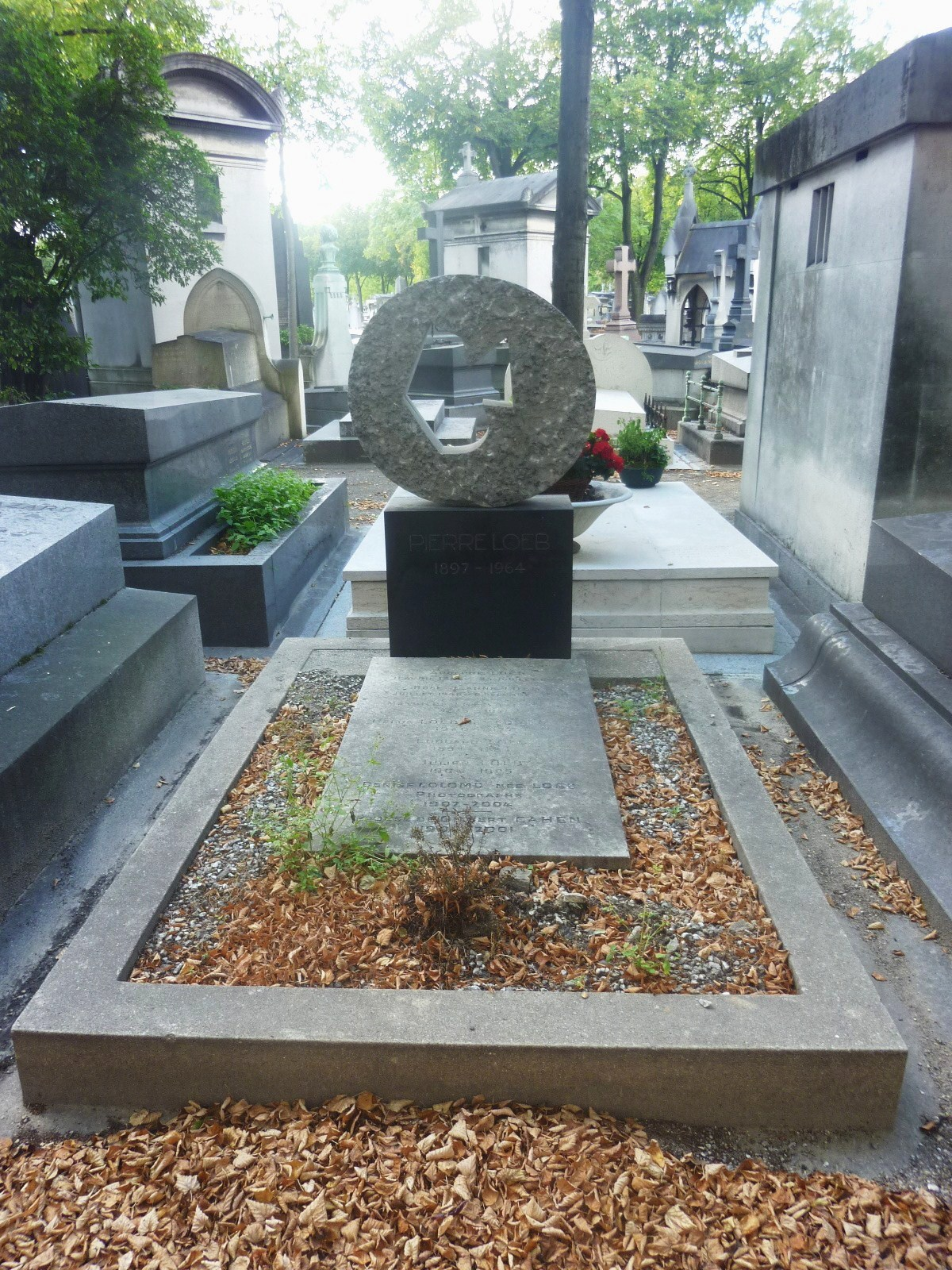
Tomba de Pierre Loeb i Denise Colomb al Cementiri de Montparnasse.

El 1957 es va casar amb Agathe Vaïto. Aquell any va exposar fotos de Denise Colomb, qui va immortalitzar pintors i escultors relacionats amb la galeria des dels seus inicis.
Va tancar les portes el 1963. Loeb moriria un any més tard. Es troba enterrat al Cementiri de Montparnasse.
El 1979, el Musée d'art moderne de la ville de Paris va organitzar una exposició a la Galerie Pierre del 7 de juny 16 de setembre. També es va poder veure al Museu d'Ixelles entre el 4 d'octubre i el 23 de desembre de 1979.